# Thorild Wulff
Thorild Wulff   (Göteborg, 1 d'abril de 1877 - agost 1917) fou un botànic i explorador polar suec.
Nascut a Göteborg el 1877, es va doctorar per la Universitat de Lund el 1902 en un estudi basat en l'observació de la forma de la Terra fet durant una expedició russo-sueca a Svalbard.
Fou professor associat d'horticultura ("Centralanstalten för försöksväsendet på jordbruksområdet") entre 1905 i 1909, i de botànica a la Universitat d'Estocolm entre 1909 i 1913. El 1911 va viatjar a Islàndia amb el seu amic Albert Engström. Aquest viatge fou narrat al llibre Åt Häcklefjäll (1913).
Va participar en la Segona Expedició Thule dirigida per Knud Rasmussen, des de Thule fins al cap Bridgman a l'extrem nord-est de la Terra de Peary, Groenlàndia. Durant el viatge de tornada l'expedició es va veure afectada pel mal temps i la manca de subministraments. Wulff va resultar ferit i va morir de cansament prop del cap Agassiz, al costat de la glacera de Humboldt.

## Honors
L'espècie de plantes Braya thorild-wulffii (Brassicaceae) va rebre el nom en honor seu el 1923. La Terra de Wulff, una península del nord de Groenlàndia també ve rebre el nom en record seu.